# Срдінаць
Срдінаць (хорв. Srdinac) — населений пункт у Хорватії, в Копривницько-Крижевецькій жупанії у складі громади Новіград-Подравський.

## Населення
Населення за даними перепису 2011 року становило 18 осіб.
Динаміка чисельності населення поселення: